# Lapua
Lapua (švédsky Lappo) je město ve Finsku. Má rozlohu 752 km² a žije v něm přibližně 14 tisíc obyvatel, z toho 99 % tvoří Finové. Lapua leží v kraji Jižní Pohjanmaa na soutoku řek Lapuanjoki a Nurmonjoki.
První záznamy o místním osídlení pocházejí ze 14. století, obec Lapua byla založena v roce 1865 a v roce 1977 získala městská práva. Působil zde známý probuzenecký kazatel Niilo Kustaa Malmberg. Lapua je sídlem luteránské diecéze a nachází se zde katedrála, postavená v roce 1827 podle projektu Carla Ludwiga Engela.
Za finské války zde 14. července 1808 proběhla bitva u Lapuy. V roce 1929 bylo částí místních obyvatel založeno krajně pravicové Lapuaské hnutí (Lapuan liike), které se roku 1932 pokusilo o státní převrat a bylo postaveno mimo zákon.
Největším průmyslovým podnikem ve městě je výrobce munice Nammo Lapua, založený v roce 1927. V továrně došlo 13. dubna 1976 k největší průmyslové katastrofě finských dějin, když si exploze střelného prachu vyžádala čtyřicet lidských životů.
Město hostí každoročně na přelomu července a srpna hudební festival Vanhan Paukun.
Narodila se zde první finská předsedkyně vlády Anneli Jäätteenmäkiová.